# Důl Kohinoor II
Důl Kohinoor II (před rokem 1931 důl Jan II, před rokem 1918 Kaisergrube – Císařský důl) je uzavřený hnědouhelný důl u obce Mariánské Radčice v okrese Most. Založen byl na přelomu devatenáctého a dvacátého století a do ukončení provozu v roce 2002 v něm bylo vytěženo přes 52 miliónů tun uhlí. Jáma MR1 dolu dosud slouží čerpání důlních vod. Část provozních budov dolu je od roku 2002 památkově chráněná.

## Historie
Koncem devatenáctého století patřily doly v okolí Lomu společnosti Těžařstvo Lomských dolů v Lomu. Vzhledem k nedostatku peněz k řešení provozních potíží se tato firma roku 1891 spojila s drážďanskou Německorakouskou důlní společností, které patřily důlní podniky v okolí Chabařovic, Bohosudova a Oldřichova. Nově vzniklý podnik vlastnil kromě jiných doly Jan I u Lomu, Pluto v Louce u Litvínova a Pavel v Litvínově. Roku 1894 byl zahájen provoz v Dole Mořic a současně byl hlouben Důl Guttmann u Lomu, ve kterém těžba započala v září roku 1896.
Jáma pozdějšího Dolu Kohinoor II, tehdy zvaná Kaisergrube, byla vyhloubena v letech 1899–1900. Do roku 1905 byl nový podnik doplněn o šachetní budovu, kotelnu, elektrárnu, třídírnu a kouřové komíny. V Libkovicích byla roku 1907 vyhloubena větrná jáma, ke které se od roku 1912 vlečkou dopravoval písek z Braňan. Poslední významnější stavbou se do první světové války stala větrná jáma Mariánské Radčice vyhloubená v letech 1913–1915.
Po roce 1918 se majitelem dolů stala společnost Lomské uhelné závody rodiny Weinmannů. Důl Kaisergrube byl přejmenován na Jan II a roku 1931 došlo z obchodních důvodů k dalšímu přejmenování obou dolů Jan na Kohinoor I a Kohinoor II. Nové názvy měly zdůrazňovat kvalitu těženého uhlí. Na začátku druhé světové války byl majetek rodiny Weinmannů zkonfiskován, a jejich uhelné doly poté roku 1940 koupila za šest miliónů říšských marek společnost SUBAG (Sudetenländische Bergbau A.G.).
Oba doly Kohinoor se po válce staly závody národního podniku Severočeské hnědouhelné doly a od roku 1952 samostatnými národními podniky. Později však byly začleněny do národního podniku Doly Vítězného února.
V noci z 22. na 23. prosince 1959 vypukl v dole Kohinoor II požár, při kterém zemřelo pět horníků na otravu oxidem uhelnatým. Příčinou jejich úmrtí byla špatná informovanost a nedostatečný výcvik pro využití sebezáchranných přístrojů.
Provoz Dolu Kohinoor I byl vzhledem k nízké efektivitě roku 1964 ukončen a jeho zaměstnanci přešli do Dolu Kohinoor II, na kterém probíhala od roku 1960 za plného provozu rozsáhlá modernizace komplikovaná problémy s dopravou materiálu. Během rekonstrukce byla vyhloubena skipová jáma s oběhy vlaků v náraží a nová větrná jáma Oldřich, která nahradila roku 1967 zasypanou jámu Poseidon. Ve stejné době začala těžba v prvním úseku IX. pole. Takzvané Východní pole bylo otevřeno v sedmdesátých letech dvacátého století a v dalším desetiletí začala těžba v Severovýchodním poli. V osmdesátých letech Důl Kohinoor II převzal pomocí spojovacího překopu těžbu zbytků uhlí staršího dolu Pluto a v roce 1994 také Dolu Alexandr (dříve Gottwald).
Roku 1991 se národní podnik Doly Vítězného února změnil na akciovou společnost Doly Hlubina, která se v roce 1994 stala součástí Mostecké uhelné společnosti. Později byla v rámci útlumu uhelného hornictví založena dceřiná společnost Důl Kohinoor, do jejíhož majetku byly převedeny kromě Dolu Kohinoor II také Důl Centrum a Lom Ležáky. Společnost Důl Kohinoor dne 1. ledna 2004 koupil bez Dolu Centrum státní podnik Palivový kombinát Ústí s cílem zahladit následky těžby. Palivový kombinát zajišťuje mimo jiné čerpání důlních vod z jámy MR1 dolu Kohinoor II potřebné pro odvodnění revíru nutného k možnému postupu povrchové těžby uhlí. Vyčerpané důlní vody jsou následně podrobeny čištění biotechnologickým způsobem na principu mokřadních ekosystémů.
Těžba v dole Kohinoor II skončila 31. srpna 2002. Od zahájení provozu v něm bylo vytěženo 52 319 850 tun hnědého uhlí. První vlna propouštění zaměstnanců začala již roku 2000, kdy v dole zůstalo pracovat 450 lidí. Část pracovníků odešla do starobního důchodu, ale část se potýkala s problémy při hledání nového zaměstnání v regionu s vysokou nezaměstnaností.

## Těžba
Hlavní metodou těžby v dole bylo komorování na zával v lávkách. V osmdesátých letech dvacátého století ji nahradila metoda stěnování, která zde byla poprvé použita při otvírce revíru Severovýchodního pole.

## Památková ochrana
Roku 2002 byla část povrchového areálu dolu zapsána na seznam kulturních památek. Památkově chráněné jsou jámová budova s těžní věží, kompresorovna, sklad a dílny.

## Tragédie na Dolech Pluto 1900
V úterý 13. listopadu 1900 došlo na dolech Pluto v Louce u Litvínova ke dvěma explozím požárních plynů, z nichž při první, přibližně ve 2 hodiny odpoledne, došlo ke zranění dvanácti osob, z toho deseti těžce a dvou lehce. Při druhé explozi, po vyproštění osob postižených první explozí, několik minut po čtvrté hodině odpoledne, bylo postiženo 25 mužů, z toho bylo zraněno 18 smrtelně, dva těžce a pět lehce.